# Dojčin Perazić
Dojčin Perazić (Cetinje, 1945. december 17. – Cetinje, 2022. január 25.) jugoszláv-montenegrói labdarúgó, középpályás, edző.

## Pályafutása

### Játékosként
1965 és 1968 között az FK Lovćen, 1968 és 1970 között a Crvena zvezda, 1970–71-ben az NK Maribor, 1971 és 1974 között az FK Vojvodina labdarúgója volt. A Crvena zvezda csapatával két jugoszláv bajnoki címet és egy kupagyőzelmet ért el. 1974 és 1978 között a holland Den Haag csapatában szerepelt, ahol egy hollandkupa-győzelmet szerzett az együttessel. 1978-ban vonult vissza az aktív labdarúgástól.

### Edzőként
2003–04-ben a belga Royal Antwerp vezetőedzője volt.

## Sikerei, díjai
Crvena zvezda
- Jugoszláv bajnokság
  - bajnok (2): 1968–69, 1969–70
- Jugoszláv kupa
  - győztes: 1970

 Den Haag
- Holland kupa (KNVB Beker)
  - győztes: 1975